# فروغلوير
فروغلوير (frugalware) هي توزيعة لينكس للأغراض عامة مصممة للمستخدمين الذين ليس لديهم خبراء في سطر الأوامر. مبنية على سلاكوير، ولكن بشكل شبه مستقل . يستخدم فروجالوار نظام إدارة حزم pacman g2 من أرش لينكس . مثبت النظام سهل جدا.

## السبب
تأسست فروجالوار في عام 2004 على يد ميكلوس فاجنا (Miklós Vajna). اعتبر ميكلوس مدير حزمة سلاكوير بطيئة جدا، واراد أن يعيد كتابته في للغة ال C. لكن موسسة سلاكوير رفضة الفكرة، فقرر التفكير في تأسيس توزيعة لينكس مستقلة. اعاد كتابة برنامج سلاكوير الأصلي الخاص ببرنامج init و قام ببناء نظام جديد شبيه بي سلاكوير، وأضاف باكمان جي 2 ، مدير الحزم من أرش لينكس. ونتيجة لذلك، ولدت فروجالوار.

## اقرا حول النظام
- St. Pierre، Preston (10 مايو 2006). "Review: Frugalware Linux". Linux.com. مؤرشف من الأصل في 2019-12-10.
- Rocco، Davide (18 أبريل 2006). "My desktop OS: Frugalware". Linux.com. مؤرشف من الأصل في 2010-10-31.

## الروابط

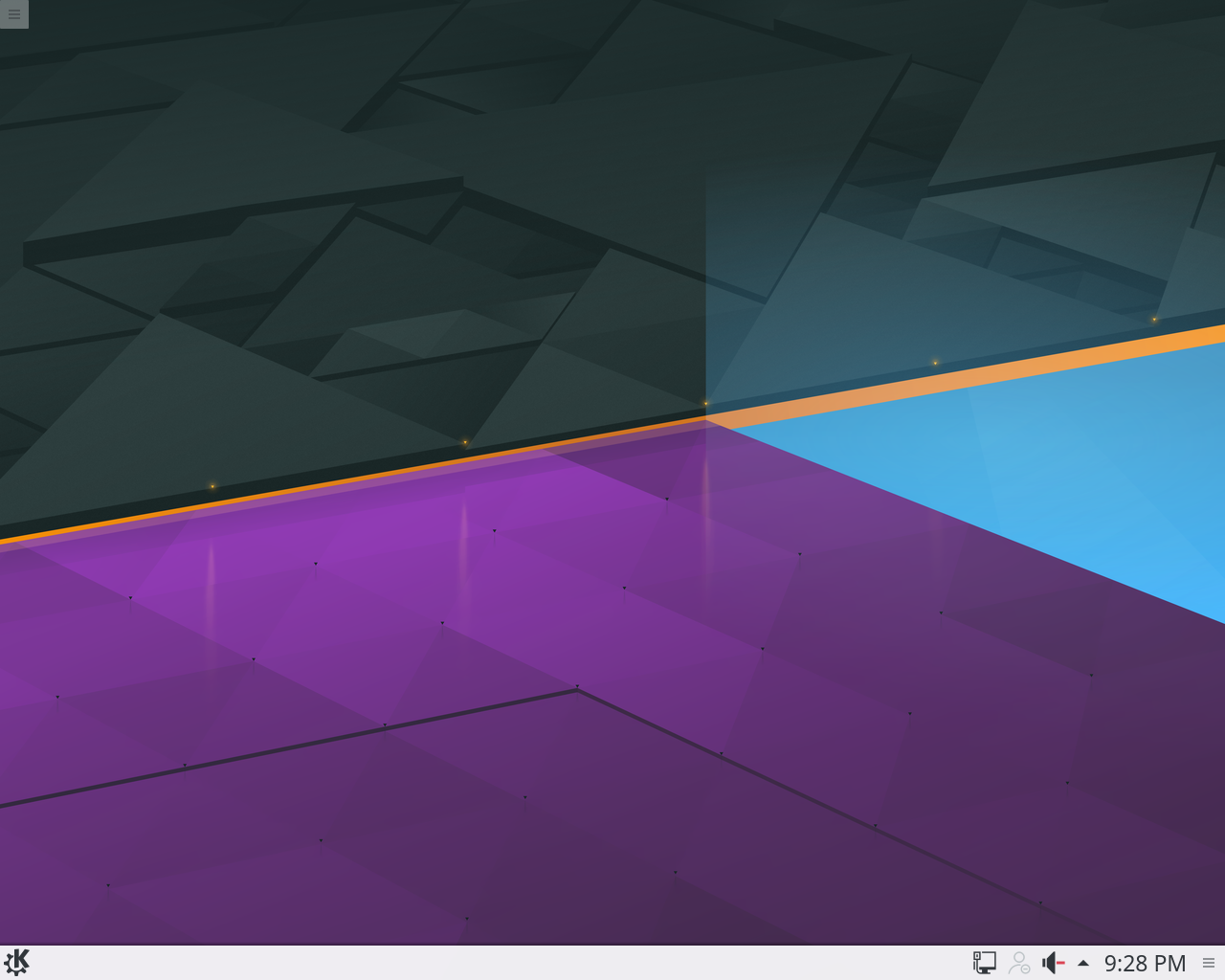
سطح مكنب كدي بلازما

- الموقع الرسمي
- Frugalware Linux على ديسترووتش.